# Fortaleza General Artigas
La Fortaleza General Artigas o Fortaleza del Cerro de Montevideo es una antigua fortificación de Uruguay construida  por orden del gobernador Francisco Javier de Elío en 1808. Es considerado uno de los principales símbolos del país y de la capital, debido a su presencia en el escudo nacional y el escudo departamental. Es también en la actualidad uno de los sitios más visitados de Montevideo.   
Se ubica en los alrededores del Parque Vaz Ferreira, en la posición dominante sobre el Cerro de Montevideo, en el lado opuesto de la bahía. Sobre la cima de la fortaleza se encuentra el Faro Cerro de Montevideo. 

## Historia

### Antecedentes

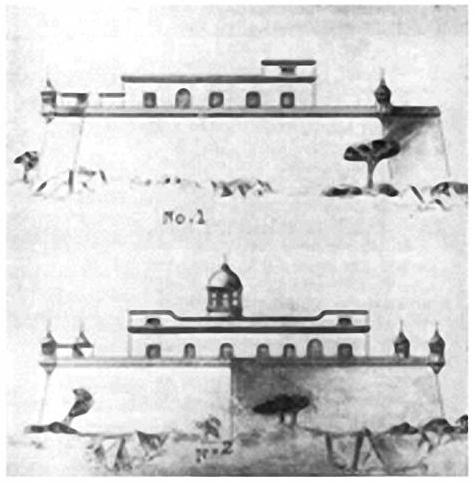
Plano de la fortaleza, construida entre 1809 y 1811.

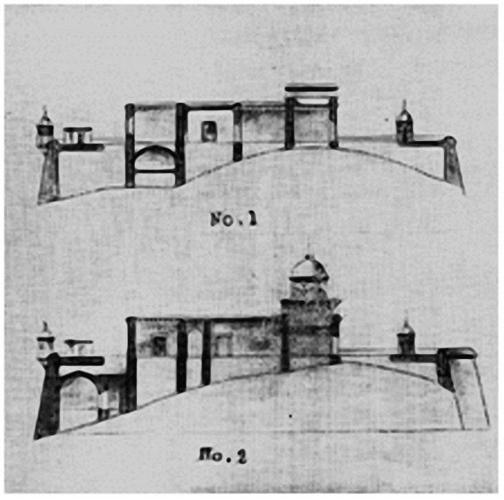
Plano de la fortaleza, construida entre 1809 y 1811.

Desde 1680, con el primer establecimiento de la Colonia del Sacramento por tropas portuguesas oriundas de la entonces Capitanía de Río de Janeiro, se inició una disputa por la posición de la margen izquierda del Río de la Plata, incumpliendo el Tratado de Tordesillas (1494). Después de idas y venidas militares y diplomáticas, conducidas por ambas coronas (española y portuguesa), tropas portuguesas dirigidas por Manuel de Freitas da Fonseca tenían la intención de establecer un puerto en la bahía de Montevideo, en 1723. 
Los antecedentes más antiguos de una construcción militar en el Cerro provienen desde la fundación misma de la ciudad, hacia 1723. En uno de los planos que el ingeniero Domingo Petrarca trazó sobre la urbe a construir, proponía la edificación de una batería en la falda meridional del Cerro, de forma pentagonal, la cual junto con su homóloga que se ubicaría el extremo Noroeste de la península de Ciudad Vieja protegerían a la bahía de Montevideo y a la ciudad de eventuales incursiones conquistadoras, sobre todo portuguesas.
En respuesta, una expedición proveniente de Buenos Aires, organizada por el gobernador y capitán general del Río de la Plata, Bruno Mauricio de Zabala, expulsó esas tropas al año siguiente, arrasando con el establecimiento portugués. Previendo futuras incursiones de los portugueses de este tipo, comenzó el poblamiento español del lugar, en un principio con seis familias provenientes de Buenos Aires, a las cuales se sumarían otras familias, traídas de las Islas Canarias. La ciudad fue, de ese modo, fundada el 24 de diciembre de 1726, denominándose San Felipe y Santiago de Montevideo, convirtiéndose en el principal puerto del Virreinato del Río de la Plata.

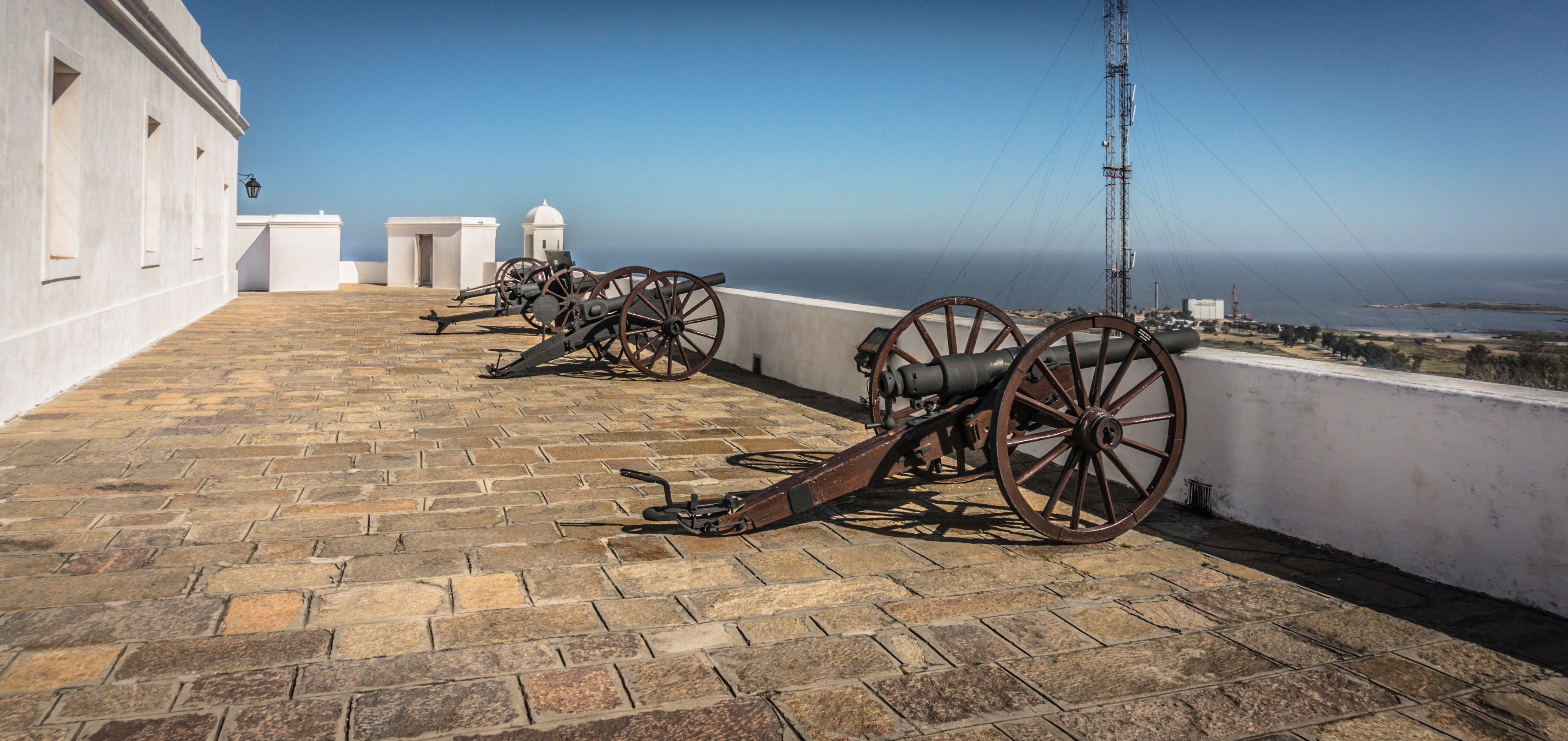
Antiguos cañones en la fortaleza.

En 1744 el virrey del Perú Antonio José de Mendoza Caamaño y Sotomayor, marqués de Villagracia, expresa en varios manuscritos la conveniencia de instalar un fuerte en la cabeza del Cerro de Montevideo debido a las intenciones británicas y portuguesas de hacerse del puerto y su territorio circundante, la Banda Oriental. La importancia cada vez mayor que adquiría el Puerto de Montevideo, considerado el segundo en importancia detrás de Veracruz, dentro de los dominios españoles de América, hacía que el proyecto cobrara cada vez más fuerza, sucediéndose varias modificaciones a los trazados anteriores.

### La fortificación

Fortaleza General en el año 1907.

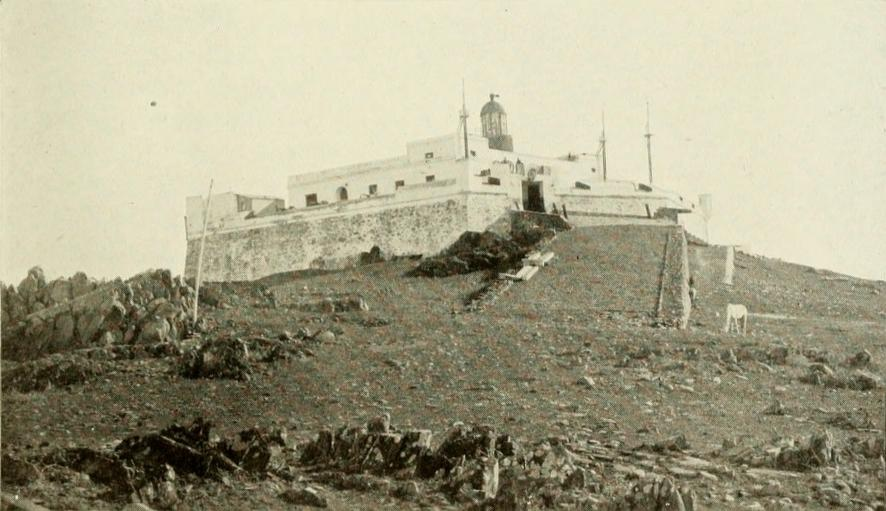
Fortaleza General Artigas desde su entrada, circa 1911.

Algunos autores afirman que en 1781 fue establecido un vigía en el Cerro con la función de observación de aquel trecho de la costa.
El 3 de febrero de 1807, tropas británicas al mando del coronel Sir Samuel Auchmuty y del almirante Sir Charles Stirling ocuparon Montevideo, que sería reconquistada el 9 de septiembre del mismo año, sobre la rendición de John Whitelocke con los ejércitos compuestos de orientales y porteños. Posteriormente, la secuencia de las luchas por la Independencia de la América Hispana, La Revolución de Mayo de 1810 y durante el levantamiento revolucionario de las Provincias Unidas del Río de la Plata, Montevideo se mantiene fiel a las autoridades españolas.
Fue en ese contexto que se construyó la Fortaleza del Cerro, iniciado en 1809 durante el gobierno español de Francisco Javier de Elío, por lo que se trata de la última construcción españolista en el entonces territorio de la Banda Oriental, hoy Uruguay. La construcción se inició con el objetivo de proteger el faro recién instalado (que se encuentra a 148 metros encima del nivel del mar), y de reforzar las defensas de la ciudad después de las Invasiones Inglesas. El proyecto fue supervisado por el Coronel de Ingenieros José del Pozo, secundado por el aparejador Miguel Estéves y el sobrestante Vicente de Ocio. 
El 25 de febrero de 1811 se realizaron las primeras pruebas del alcance de los cañones y obuses por parte del Capataz de la Estancia del Cerro Marcelino Villagrán, y la obra propiamente dicha finalizó oficialmente en diciembre de aquel año, cuando del Pozo elevó el plano respectivo.
Posteriormente se le hicieron modificaciones a la fortificación, como consecuencia de los diferentes sucesos históricos que atravesaba la Banda Oriental. Ellas se efectuaron durante la Invasión Luso-Brasileña, la Guerra Grande, la Cruzada Libertadora de 1863 y durante el período militarista. Durante el proceso de una de estas refacciones, en 1870, se desarrolló la denominada Toma de la Fortaleza del Cerro en el contexto de la Revolución de las Lanzas.

### De la independencia a nuestros días

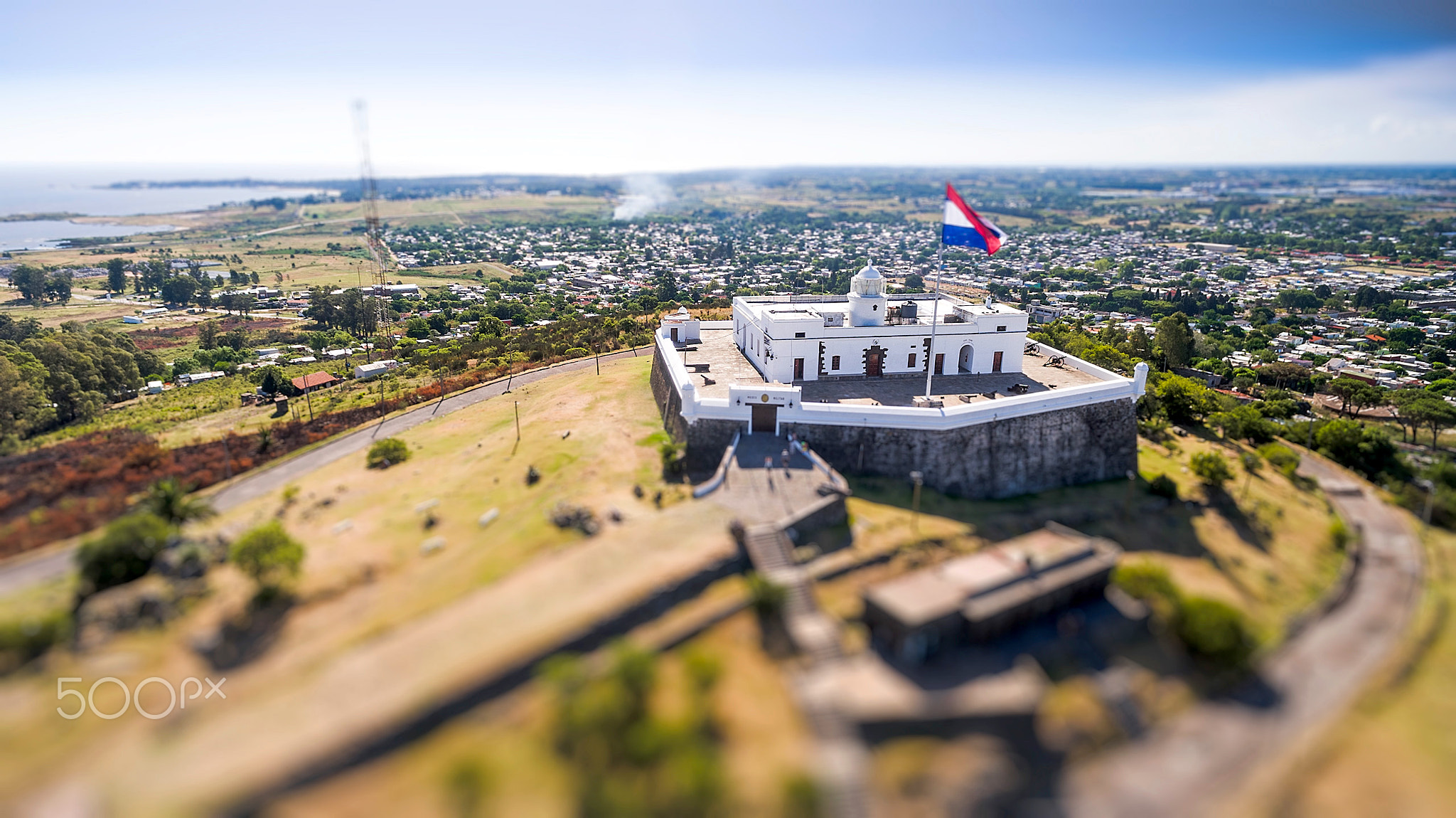
Imagen aérea de la Fortaleza en el año 2016, ondeando la bandera de Artigas.

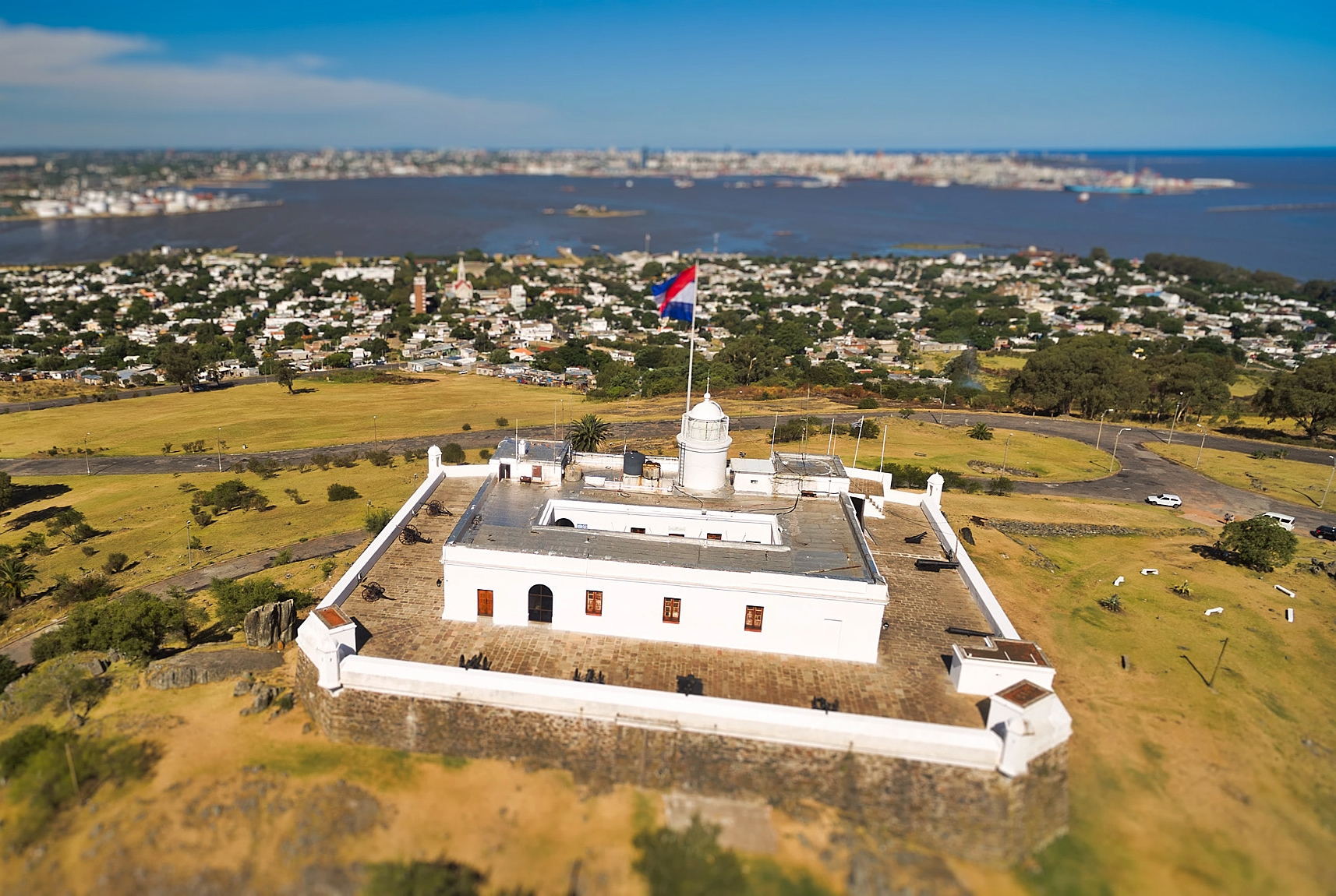
Imagen aérea de la Fortaleza en el año 2016.

Con la independencia de Uruguay, Montevideo pasó a ser la capital de la República Oriental del Uruguay (1828).
En el contexto de la Guerra contra Oribe y Rosas (1850-1852), en virtud del Tratado de Alianza Ofensiva y Defensiva, firmado el 29 de mayo de 1851 entre el Imperio de Brasil, el Uruguay y la provincia argentina de Entre Ríos, el fuerte de la capital uruguaya fue ocupado por 300 soldados brasileños del 6° Batallón de Cazadores.
En 1882, la fortificación recibió la denominación de  Fortaleza General Artigas en homenaje a José Gervasio Artigas (1764-1850), héroe nacional oriental. 
En 1888 la fortificación sobrevivió al Terremoto del Río de la Plata.

## Museo Militar
En 1931 por iniciativa del históriador Horacio Arredondo se proyecto la creación de un museo, por lo cual debieron iniciarse las obras de restauración, es justamente en 1931 cuando recibe la denominación de Monumento Histórico Nacional. Las obras de restauración fueron inauguradas en 1939, año en que se le privó de su carácter bélico, abriendo sus puertas el Museo Militar General Artigas.